# Riboque
Riboque é uma aldeia da Ilha de São Tomé de São Tomé e Príncipe.

## Clube de desportivo
- Vitória FC